# Ministre de l'Intérieur (Israël)
Le ministre de l'Intérieur (en hébreu : משרד הפנים, Misrad HaPnim ; en arabe : وزارة الداخلية) de l'État d'Israël est l'un des bureaux du gouvernement responsable de l'administration locale, de la citoyenneté et de la résidence, des cartes d'identité et des visas d'entrée.

## Fonction
Les responsabilités du ministre de l'Intérieur israélien sont, entre autres : 
- Fournir la citoyenneté et le statut de résident permanent.
- Délivrance des visas d'entrée et de séjour dans le pays.
- Délivrance de cartes d'identité israéliennes.
- Délivrance de passeports israéliens.
- Gouvernement local, les conseils municipaux et les conseils locaux de supervision.
- Élections.

## Départements
Les différents départements du ministère de l'Intérieur :
- Administration des collectivités locales
- Administration de la planification
- Administration des services d'urgence
- Autorité d'administration de la base de données biométrique
- Autorité de la population et de l'immigration
- Siège national de la planification

## Liste des ministres
Les différents ministres de l'Intérieur s'étant succédé en Israël sont :
| Ministre | Ministre | Ministre                | Parti                    | Gouvernement                     | Début              | Fin                |
| -------- | -------- | ----------------------- | ------------------------ | -------------------------------- | ------------------ | ------------------ |
| 1        |          | Yitzhak Gruenbaum       | Mapaï                    | Gouvernement provisoire d'Israël | 14 mai 1948        | 10 mars 1949       |
| 2        |          | Haim-Moshe Shapira      | Front religieux uni      | 1, 2, 3                          | 10 mars 1949       | 24 décembre 1952   |
| 3        |          | Israël Rokah            | Sionisme généraux        | 4, 5                             | 24 décembre 1952   | 29 juin 1955       |
| 4        |          | Haim-Moshe Shapira      | Hapoel Hamizrahi         | 6                                | 29 juin 1955       | 3 novembre 1955    |
| 5        |          | Yisrael Bar-Yehuda (en) | Akhdut HaAvoda           | 7, 8                             | 3 novembre 1955    | 17 décembre 1959   |
| 6        |          | Haim-Moshe Shapira      | Parti national religieux | 9, 10, 11, 12, 13, 14, 15        | 17 décembre 1959   | 16 juillet 1970    |
| 7        |          | Golda Meir              | Alignement               | 15                               | 16 juillet 1970    | 1er septembre 1970 |
| 8        |          | Yosef Burg              | Parti national religieux | 15, 16                           | 1er septembre 1970 | 3 juin 1974        |
| 9        |          | Shlomo Hillel           | Alignement               | 17                               | 3 juin 1974        | 29 octobre 1974    |
| 10       |          | Yosef Burg              | Parti national religieux | 17                               | 29 octobre 1974    | 22 décembre 1976   |
| 11       |          | Shlomo Hillel           | Alignement               | 17                               | 16 janvier 1977    | 20 juin 1977       |
| 12       |          | Yosef Burg              | Parti national religieux | 18, 19, 20                       | 20 juin 1977       | 13 septembre 1984  |
| 13       |          | Shimon Peres            | Alignement               | 21                               | 13 septembre 1984  | 24 décembre 1984   |
| 14       |          | Yitzhak Peretz (en)     | Shas                     | 21, 22                           | 24 décembre 1984   | 6 janvier 1987     |
| 15       |          | Yitzhak Shamir          | Likoud                   | 22                               | 6 janvier 1987     | 22 décembre 1988   |
| 16       |          | Aryé Dery               | Shas                     | 23, 24, 25                       | 22 décembre 1988   | 11 mai 1993        |
| 17       |          | Yitzhak Rabin           | Parti travailliste       | 25                               | 11 mai 1993        | 7 juin 1993        |
| 18       |          | Aryé Dery               | Shas                     | 25                               | 7 juin 1993        | 14 septembre 1993  |
| 19       |          | Yitzhak Rabin           | Parti travailliste       | 25                               | 14 septembre 1993  | 27 février 1995    |
| 20       |          | Uzi Baram (en)          | Parti travailliste       | 25                               | 27 février 1995    | 7 juin 1995        |
| 21       |          | David Libaï (en)        | Parti travailliste       | 25                               | 19 juin 1995       | 18 juillet 1995    |
| 22       | '        | Ehud Barak              | Parti travailliste       | 25                               | 18 juillet 1995    | 22 novembre 1995   |
| 23       | '        | Haïm Ramon              | Parti travailliste       | 26                               | 22 novembre 1995   | 18 juin 1996       |
| 24       |          | Eli Suissa (en)         | Sans étiquette           | 27                               | 18 juin 1996       | 6 juillet 1999     |
| 25       |          | Natan Sharansky         | Israël BaAliyah          | 28                               | 6 juillet 1999     | 11 juillet 2000    |
| 26       | '        | Haïm Ramon              | Un Israël                | 28                               | 11 juillet 2000    | 7 mars 2001        |
| 27       | '        | Eli Yishaï              | Shas                     | 29                               | 7 mars 2001        | 23 mai 2002        |
| 28       | '        | Ariel Sharon            | Likoud                   | 29                               | 23 mai 2002        | 3 juin 2002        |
| 29       | '        | Eli Yishaï              | Shas                     | 29                               | 3 juin 2002        | 28 février 2003    |
| 30       | '        | Avraham Poraz (en)      | Shinouï                  | Sharon II                        | 28 février 2003    | 4 décembre 2004    |
| 31       |          | Ophir Pines-Paz (en)    | Parti travailliste       | Sharon II                        | 10 janvier 2005    | 23 novembre 2005   |
| 32       | '        | Ariel Sharon            | Kadima                   | Sharon II                        | 23 novembre 2005   | 4 mai 2006         |
| 33       | '        | Ronni Bar-On            | Kadima                   | Olmert                           | 4 mai 2006         | 4 juillet 2007     |
| 34       | '        | Méir Chétrit            | Kadima                   | Olmert                           | 4 juillet 2007     | 31 mars 2009       |
| 35       | '        | Eli Yishaï              | Shas                     | Netanyahou II                    | 31 mars 2009       | 18 mars 2013       |
| 36       | '        | Gideon Sa'ar            | Likoud                   | Netanyahou III                   | 18 mars 2013       | 5 novembre 2014    |
| 37       | '        | Guilad Erdan            | Likoud                   | Netanyahou III                   | 5 novembre 2014    | 14 mai 2015        |
| 38       | '        | Silvan Shalom           | Likoud                   | Netanyahou IV                    | 14 mai 2015        | 27 décembre 2015   |
| 39       | '        | Benyamin Netanyahou     | Likoud                   | Netanyahou IV                    | 27 décembre 2015   | 11 janvier 2016    |
| 42       |          | Aryé Dery               | Shas                     | Netanyahou IV et V               | 11 janvier 2016    | 13 juin 2021       |
| 43       |          | Ayelet Shaked           | Yamina                   | Bennett-Lapid                    | 13 juin 2021       | 29 décembre 2022   |
| 44       |          | Aryé Dery               | Shas                     | Netanyahou VI                    | 29 décembre 2022   | 22 janvier 2023    |
| 45       |          | Michael Malchieli       | Shas                     | Netanyahou VI                    | 24 janvier 2023    | 19 avril 2023      |
| 46       |          | Moshe Arbel             | Shas                     | Netanyahou VI                    | 19 avril 2023      | en cours           |